# Zaw Win Lay
Zaw Win Lay (22 tháng 10 năm 1963 – 3 tháng 10 năm 2014) là một đại kiện tướng cờ vua Myanmar. Ông là đại kiện tướng cờ vua đầu tiên của Myanmar, cũng là đại kiện tướng duy nhất của đất nước này cho đến nay.
Zaw bắt đầu chơi cờ vua từ năm 10 tuổi và có được những thành công từ sớm. Ông thu được sự chú ý của giới quan sát quốc tế khi tham dự giải đấu đại kiện tướng tại Bali, Indonesia vào tháng 4 năm 2000, giải đấu có sự tham dự của Karpov, Khalifman, J. Polgar. Zaw tuy chỉ xếp cuối nhưng với 2,5 điểm / 9 ván, ông cũng để lại những ấn tượng nhất định về một kỳ thủ Myanmar lần đầu dự một giải quốc tế đẳng cấp cao. Ông từng vô địch quốc gia 4 lần và một số lần khoác áo đội tuyển Myanmar. Trước khi qua đời vì tiểu đường và huyết áp cao, ông còn kịp tham dự một giải đấu tại quê nhà. Ông qua đời tại Mandalay.